# Chamaecostus subsessilis
Espèce
Classification phylogénétique
Chamaecostus subsessilis est une espèce de plante du genre Chamaecostus de la famille des Costaceae.
Le genre était auparavant rangé dans le genre Costus. La réforme du genre Costus est récente (2006).

## Synonymes
- - Globba subsessilis Nees & Mart.
  - Costus subsessilis (Nees & Mart.) Maas